# Styrakowiec
Styrakowiec (Pterostyrax Siebold & Zucc.) – rodzaj roślin z rodziny styrakowatych. Obejmuje trzy gatunki. Rośliny te występują we wschodniej Azji od Bangladeszu i Mjanmy, poprzez Chiny po Japonię. Są to drzewa i krzewy rosnące w górskich, skalistych lasach. Atrakcyjne ze względu na wonne, liczne kwiaty. Uprawiane bywają jako ozdobne, w Polsce spotykany głównie w kolekcjach bywa styrakowiec japoński, choć polecany jest generalnie do parków i terenów zieleni, aczkolwiek raczej tylko w zachodniej i południowej części kraju.

## Morfologia
PokrójKrzew i drzewa osiągające do 15 m wysokości. Pędy pokryte są gwiaździstymi włoskami przynajmniej za młodu.
LiścieSkrętoległe, bez przylistków, opadające na zimę. Blaszka pojedyncza, cienka, ząbkowana, czasem drobno, ząbki ostre.
KwiatyObupłciowe, zebrane w obfite, wiechowate, zwisające kwiatostany wyrastające jednostronnie na pędach. Szypułki krótkie, wsparte są drobnymi i szybko odpadającymi przysadkami. Kielich dzwonkowaty, z 5 zrośniętych w dole i przylegających do zalążni działek, zwieńczony 5 ząbkami. Korona złożona z 5 zrośniętych tylko nasadami, białych płatków. Pręcików jest 10, w jednym okółku, 5 jest krótkich i 5 długich, ich nitki są spłaszczone i zrośnięte u nasady w rurkę. Zalążnia jest dolna. Powstaje z trzech lub pięciu owocolistków. W każdej z komór rozwijają się 4 zalążki. Szyjka słupka jest szydłowata, zwieńczona znamieniem główkowatym lub niewyraźnie trójdzielnym.
OwoceŻebrowane lub oskrzydlone pestkowce z trwałą szyjką słupka, tworzącą wyraźny dzióbek. Endokarp drewniejący, otaczający pojedyncze lub dwa nasiona.

## Systematyka
Rodzaj z rodziny styrakowatych.
Wykaz gatunków
- Pterostyrax corymbosus Siebold & Zucc. – styrakowiec chiński
- Pterostyrax hispidus Siebold & Zucc. – styrakowiec japoński[7]
- Pterostyrax psilophyllus Diels ex Perkins